# Velký Hubenov
Velký Hubenov je vesnice, část obce Snědovice v okrese Litoměřice. Nachází se asi tři kilometry severně od Snědovic. Prochází zde silnice II/269. Velký Hubenov je také název katastrálního území o rozloze 5,92 km².

## Historie
První písemná zmínka pochází z roku 1390.

## Obyvatelstvo
Při sčítání lidu v roce 1921 zde žilo 327 obyvatel (z toho 158 mužů), z nichž bylo šest evangelíků, 320 Němců a jeden příslušník jiné národnosti. Kromě dvou evangelíků a jednoho člena nezjišťovaných církví byli římskými katolíky Podle sčítání lidu z roku 1930 měla vesnice 292 obyvatel: osm Čechoslováků a 284 Němců. Až na jednoho evangelíka se hlásili k římskokatolické církvi.
|                                                                   | 1869 | 1880 | 1890 | 1900 | 1910 | 1921 | 1930 | 1950 | 1961 | 1970 | 1980 | 1991 | 2001 | 2011 |
| ----------------------------------------------------------------- | ---- | ---- | ---- | ---- | ---- | ---- | ---- | ---- | ---- | ---- | ---- | ---- | ---- | ---- |
| Obyvatelé                                                         | 287  | 353  | 339  | 327  | 325  | 327  | 292  | 164  | 147  | 96   | 69   | 52   | 52   | 72   |
| Domy                                                              | 51   | 51   | 58   | 63   | 67   | 66   | 66   | 51   | .    | 27   | 20   | 35   | 34   | 38   |
| Počet domů z roku 1961 je zahrnut v domech místní části Sukorady. |      |      |      |      |      |      |      |      |      |      |      |      |      |      |

## Pamětihodnosti
- Zvonička a kříž